# طواف النرويج للسيدات 2017
طواف النرويج للسيدات 2017 (بالإنجليزية: 2017 Ladies Tour of Norway)‏ هو سباق دراجات هوائية، وهو الموسم رقم 4 من السباق، وأقيم خلال الفترة 17 أغسطس 2017، وحتى 20 أغسطس 2017، وامتدّ لمسافة 403.2 كيلومتر، وهو أحد سباقات طواف العالم للدراجات للنساء 2017، وقد شارك في السباق 130 متسابقاً ووصل إلى نهايته 97 متسابقاً.
فاز فيه بالمركز الأول ماريان فوس، وبالمركز الثاني ميغان غوارنير، وبالمركز الثالث إيلين فان دايك، والفريق الفائز في ترتيب الفرق Sunweb Women 2017.

## الفرق
| فرق سيدات محترفة (20)- يو أي أيه تيم ‏ - إس دي وركس ‏ - كانيون–إس آر إيه إم ‏ - Équipe Paule Ka ‏ - Cylance Pro Cycling (women's team) ‏ - دروبز 2017 ‏ - FDJ–Suez ‏ - هايتك بوردكتس 2017 ‏ - Lensworld–Kuota ‏ - Liv AlUla Jayco ‏ - باركهوتل فالكنبورغ-ديستيل 2017 ‏ - Experza–Footlogix Ladies Cycling Team ‏ - فريق سنويب للسيدات 2017 ‏ - Team Virtu Cycling Women ‏ - Wiggle High5 Pro Cycling ‏ - ليف ريسينغ ‏ - UnitedHealthcare Pro Cycling (women's team) ‏ - Ceratizit Pro Cycling ‏ - لوتو سودال للسيدات 2017 ‏ - بيبينك ‏ فرق وطنية (3)- فريق النرويج لركوب الدراجات للسيدات 2017 ‏ - فريق السويد لركوب الدراجات للسيدات 2017‏ - فريق أستراليا لركوب الدراجات للسيدات 2017‏ |  |
| |  |

## المراحل
| قائمة المراحل | قائمة المراحل | قائمة المراحل                 | قائمة المراحل | قائمة المراحل | قائمة المراحل   | قائمة المراحل  |
| المرحلة       | التاريخ       | الدورة                        |               | المسافة (كم)  | الفائز بالمرحلة | القائد العام   |
| ------------- | ------------- | ----------------------------- | ------------- | ------------- | --------------- | -------------- |
| Prologue      | 17 أغسطس      | هالدن – هالدن                 | ضد الساعة     | 3             | إيلين فان دايك  | إيلين فان دايك |
| 1             | 18 أغسطس      | هالدن – ميسن                  | مرحلة مستوية  | 101.5         | جولين ديهور     | جولين ديهور    |
| 2             | 19 أغسطس      | ساربسبورغ – فريدريكستاد       | مرحلة مستوية  | 140.1         | كلو هوسكينغ     | ماريان فوس     |
| 3             | 20 أغسطس      | Old Svinesund Bridge ‏ – هالدن | مرحلة مستوية  | 158.6         | ميغان غوارنير   | ماريان فوس     |

## النتيجة

### مرحلة 0
```
أجريت في 17 أغسطس 2017، وامتدّت لمسافة 3.0 
كيلومتر
 فاز بالمرحلة
 
إيلين فان دايك
، ومتصدر الترتيب العام في نهاية المرحلة
 
إيلين فان دايك
، ومتصدر ترتيب الفرق
 
فريق سنويب للسيدات 2017
 
 
[لغات أخرى]
‏
.
[
2
]
```

| التصنيف العام | التصنيف العام  | التصنيف العام    | التصنيف العام      | التصنيف العام |        |
| الدراج        | الدراج         | البلد            | الفريق             | الوقت         | السرعة |
| ------------- | -------------- | ---------------- | ------------------ | ------------- | ------ |
| 1.            | إيلين فان دايك | هولندا           | Sunweb             | 3 د 44 ث      |        |
| 2.            | ماريان فوس     | هولندا           | WM3                | + 1 ث         |        |
| 3.            | كاترين جارفوت  | أستراليا         | Orica-Scott        | + 1 ث         |        |
| 4.            | ليزا كلاين     | ألمانيا          | Cervélo Bigla      | + 1 ث         |        |
| 5.            | ميغان غوارنير  | الولايات المتحدة | Boels Dolmans      | + 4 ث         |        |
| 6.            | جولييت لابوس   | فرنسا            | Sunweb             | + 4 ث         |        |
| 7.            | ميكي كروجر     | ألمانيا          | Canyon-SRAM Racing | + 4 ث         |        |
| 8.            | جولين ديهور    | بلجيكا           | Wiggle High5       | + 5 ث         |        |
| 9.            | لوتا ليبيستو   | فنلندا           | Cervélo Bigla      | + 5 ث         |        |
| 10.           | كاتي أرشيبالد  | المملكة المتحدة  | Team WNT           | + 6 ث         |        |

### مرحلة 1
هي مرحلة مسطحة، أجريت في 18 أغسطس 2017، وامتدّت لمسافة 101.5 كيلومتر فاز بالمرحلة جولين ديهور، ومتصدر الترتيب العام في نهاية المرحلة جولين ديهور، ومتصدر ترتيب الفرق فريق سنويب للسيدات 2017 ‏.
| التصنيف العام | التصنيف العام  | التصنيف العام    | التصنيف العام      | التصنيف العام |        |
| الدراج        | الدراج         | البلد            | الفريق             | الوقت         | السرعة |
| ------------- | -------------- | ---------------- | ------------------ | ------------- | ------ |
| 1.            | جولين ديهور    | بلجيكا           | Wiggle High5       | 2 س 30 د 17 ث |        |
| 2.            | ماريان فوس     | هولندا           | WM3                | + 2 ث         |        |
| 3.            | إيلين فان دايك | هولندا           | Sunweb             | + 6 ث         |        |
| 4.            | كاترين جارفوت  | أستراليا         | Orica-Scott        | + 7 ث         |        |
| 5.            | ليزا كلاين     | ألمانيا          | Cervélo Bigla      | + 7 ث         |        |
| 6.            | ميغان غوارنير  | الولايات المتحدة | Boels Dolmans      | + 8 ث         |        |
| 7.            | ميكي كروجر     | ألمانيا          | Canyon-SRAM Racing | + 9 ث         |        |
| 8.            | كريستين ماجروس | لوكسمبورغ        | Boels Dolmans      | + 10 ث        |        |
| 9.            | جولييت لابوس   | فرنسا            | Sunweb             | + 10 ث        |        |
| 10.           | لوتا ليبيستو   | فنلندا           | Cervélo Bigla      | + 11 ث        |        |

### مرحلة 2
هي مرحلة مسطحة، أجريت في 19 أغسطس 2017، وامتدّت لمسافة 140.1 كيلومتر فاز بالمرحلة كلو هوسكينغ، ومتصدر الترتيب العام في نهاية المرحلة ماريان فوس، ومتصدر ترتيب الفرق فريق سنويب للسيدات 2017 ‏.
| التصنيف العام | التصنيف العام  | التصنيف العام    | التصنيف العام | التصنيف العام |        |
| الدراج        | الدراج         | البلد            | الفريق        | الوقت         | السرعة |
| ------------- | -------------- | ---------------- | ------------- | ------------- | ------ |
| 1.            | ماريان فوس     | هولندا           | WM3           | 6 س 04 د 31 ث |        |
| 2.            | جولين ديهور    | بلجيكا           | Wiggle High5  | + 12 ث        |        |
| 3.            | إيلين فان دايك | هولندا           | Sunweb        | + 12 ث        |        |
| 4.            | ميغان غوارنير  | الولايات المتحدة | Boels Dolmans | + 17 ث        |        |
| 5.            | كاترين جارفوت  | أستراليا         | Orica-Scott   | + 19 ث        |        |
| 6.            | ليزا كلاين     | ألمانيا          | Cervélo Bigla | + 19 ث        |        |
| 7.            | كلو هوسكينغ    | أستراليا         | Alé Cipollini | + 20 ث        |        |
| 8.            | كريستين ماجروس | لوكسمبورغ        | Boels Dolmans | + 21 ث        |        |
| 9.            | لوتا ليبيستو   | فنلندا           | Cervélo Bigla | + 21 ث        |        |
| 10.           | جولييت لابوس   | فرنسا            | Sunweb        | + 22 ث        |        |

### مرحلة 3
هي مرحلة مسطحة، أجريت في 20 أغسطس 2017، وامتدّت لمسافة 158.6 كيلومتر فاز بالمرحلة ميغان غوارنير، ومتصدر الترتيب العام في نهاية المرحلة ماريان فوس.
| الدراج | الدراج | البلد | الفريق | الوقت | السرعة |  |

## التصنيف العام النهائي
| التصنيف العام | التصنيف العام  | التصنيف العام    | التصنيف العام      | التصنيف العام  |        |
| الدراج        | الدراج         | البلد            | الفريق             | الوقت          | السرعة |
| ------------- | -------------- | ---------------- | ------------------ | -------------- | ------ |
| 1.            | ماريان فوس     | هولندا           | WM3                | 10 س 10 د 19 ث |        |
| 2.            | ميغان غوارنير  | الولايات المتحدة | Boels Dolmans      | + 13 ث         |        |
| 3.            | إيلين فان دايك | هولندا           | Sunweb             | + 13 ث         |        |
| 4.            | كاترين جارفوت  | أستراليا         | Orica-Scott        | + 26 ث         |        |
| 5.            | ليزا كلاين     | ألمانيا          | Cervélo Bigla      | + 26 ث         |        |
| 6.            | كلو هوسكينغ    | أستراليا         | Alé Cipollini      | + 27 ث         |        |
| 7.            | كريستين ماجروس | لوكسمبورغ        | Boels Dolmans      | + 28 ث         |        |
| 8.            | لوتا ليبيستو   | فنلندا           | Cervélo Bigla      | + 28 ث         |        |
| 9.            | جولييت لابوس   | فرنسا            | Sunweb             | + 29 ث         |        |
| 10.           | الكسيس ريان    | الولايات المتحدة | Canyon-SRAM Racing | + 30 ث         |        |

### تصنيف النقاط
| تصنيف النقاط | تصنيف النقاط    | تصنيف النقاط     | تصنيف النقاط       | تصنيف النقاط |        |
| الدراج       | الدراج          | البلد            | الفريق             | النقاط       | السرعة |
| ------------ | --------------- | ---------------- | ------------------ | ------------ | ------ |
| 1.           | ماريان فوس      | هولندا           | WM3                | 37 نقطة      |        |
| 2.           | ميغان غوارنير   | الولايات المتحدة | Boels Dolmans      | 16 نقطة      |        |
| 3.           | كلو هوسكينغ     | أستراليا         | Alé Cipollini      | 13 نقطة      |        |
| 4.           | إيلين فان دايك  | هولندا           | Sunweb             | 12 نقطة      |        |
| 5.           | جولين ديهور     | بلجيكا           | Wiggle High5       | 11 نقطة      |        |
| 6.           | لوتا ليبيستو    | فنلندا           | Cervélo Bigla      | 8 نقطة       |        |
| 7.           | غراسي إلفن      | أستراليا         | Orica-Scott        | 6 نقطة       |        |
| 8.           | Lisen Hockings ‏ | أستراليا         | أستراليا           | 5 نقطة       |        |
| 9.           | كريستين ماجروس  | لوكسمبورغ        | Boels Dolmans      | 5 نقطة       |        |
| 10.          | الكسيس ريان     | الولايات المتحدة | Canyon-SRAM Racing | 3 نقطة       |        |

### الفرق حسب الوقت
| تصنيف الفرق حسب الوقت | تصنيف الفرق حسب الوقت              | تصنيف الفرق حسب الوقت | تصنيف الفرق حسب الوقت |        |
| الفريق                | الفريق                             | البلد                 | الوقت                 | السرعة |
| --------------------- | ---------------------------------- | --------------------- | --------------------- | ------ |
| 1.                    | Sunweb                             | هولندا                | 30 س 32 د 25 ث        |        |
| 2.                    | Boels Dolmans                      | هولندا                | + 5 ث                 |        |
| 3.                    | Orica-Scott                        | أستراليا              | + 13 ث                |        |
| 4.                    | WM3                                | هولندا                | + 1 د 12 ث            |        |
| 5.                    | Wiggle High5                       | المملكة المتحدة       | + 1 د 34 ث            |        |
| 6.                    | VéloCONCEPT Women                  | الدنمارك              | + 1 د 50 ث            |        |
| 7.                    | Alé Cipollini                      | إيطاليا               | + 1 د 59 ث            |        |
| 8.                    | FDJ-Nouvelle Aquitaine-Futuroscope | فرنسا                 | + 2 د 28 ث            |        |
| 9.                    | Cylance                            | الولايات المتحدة      | + 2 د 31 ث            |        |
| 10.                   | Hitec Products                     | النرويج               | + 3 د 13 ث            |        |

## وصلات خارجية
- الموقع الرسمي
- طواف النرويج للسيدات 2017 على موقع إحصائيات الدراجات الإحترافية (الإنجليزية)